# Флиге, Карл Яковлевич
Карл Яковлевич Флиге (1785 или 1786, Рига — 1842, Киев) — генерал-майор русской императорской армии, Курский и Подольский губернатор, участник войн против Наполеона.

## Биография
Родился в Риге, по разным сведениям, в 1785 или 1786 году. Происходил из дворян Санкт-Петербургской губернии.
Воспитывался во 2-м кадетском корпусе, из которого был выпущен в 1801 году в корпус инженеров. Прослужив до 1804 года в Дюнамюндской инженерной команде, он был переведён во 2-й артиллерийский полк и участвовал в войнах с французами в 1805 и в 1806—1807 годах; за сражение при Фридланде был награждён золотой шпагой с надписью «За храбрость» за то, что «цельными выстрелами из орудий, состоявших под его командой, от поражения неприятельского спасен был Пернавский мушкетерский полк». В Отечественную войну 1812 года он был в сражении при Городечне тяжко ранен ядром и до сентября 1813 года находился в Киеве для излечения ран. В 1816 году был переведён в 26-ю артиллерийскую бригаду и назначен командиром легкой № 52 роты, поступившей в 1819 году в состав Грузинской гренадерской бригады.
С переходом на Кавказ Флиге принимал участие в делах против горцев с 1819 по 1828 год; в 1826 году был назначен командиром Навагинского пехотного полка, 12 августа 1828 года произведён в полковники, а в следующем году, во время русско-персидской войны, за особенные труды при построении батарей против Ардебильской крепости, пожалован алмазными знаками к ордену Св. Анны 2-й степени. Кроме того, 26 ноября 1826 года Флиге за беспорочную выслугу 25 лет в офицерских чинах был награждён орденом Св. Георгия 4-й степени (№ 3945 по списку Григоровича — Степанова). В октябре 1828 года женился на старшей дочери Христиана Георгиевича Бунге от первого брака, Марии (1807—1829), скончавшейся после родов сына Николая (1829 — не ранее 1891). 
Выйдя в 1831 году для излечения ран в отставку, в 1833 году Флиге снова поступил на службу в корпус жандармов и состоял жандармским обер-офицером в Курской, Минской и Черниговской губерниях до 1839 года, когда он, с производством в генерал-майоры (26 марта), был назначен военным губернатором города Курск и Курским гражданским губернатором; в 1840 году переведён на ту же должность в Каменец-Подольск.
В 1841 году был уволен от службы с мундиром и полным пенсионом. Поселился в Киеве на Крещатике в собственном доме. Скончался 1842 году, там же в Киеве.